# Arena Santos
Arena Santos je dvorana u São Paulou, u Brazilu. Otvorena je 27. listopada 2010. povodom Svjetskog prvenstva u rukometu za žene 2011. Ima 5000 sjedećih mjesta.

## Vanjske poveznice
- Službene stranice